# Emilio Albertario
Emilio Albertario fue un jurista, historiador del derecho, romanista y catedrático italiano, de la primera mitad del siglo XX. 

## Biografía
Albertario se licenció en derecho en el año 1907, en la Universidad de Pavía. Allí fue alumno del destacado romanista Pietro Bonfante. 
En el año 1912, Albertario fue nombrado profesor de Derecho Romano en la Universidad de Camerino. Posteriormente, llamado a ocupar la misma cátedra, en la Universidad de Perugia, la Universidad de Mesina, la Universidad de Parma, la Universidad de Turín, la Universidad Católica de Milán, y, en fin, la Universidad de Roma La Sapienza. 
Entre sus discípulos se cuenta el romanista español Álvaro d’Ors.

## Publicaciones destacadas (selección)
- L’actio quasi institoria: Contributo alla storia della representanza nel diritto romano, 1912.[1]
- Studi di Diritto Romano. 5 volúmenes. Milán. Editorial Antonino Giuffré. Los volúmenes son los siguientes: Vol. I - Persone e famiglia. Vol. II - Cose diritti reali possesso. Vol. III - Obbligazioni. Vol. IV - Eredità e processo. Vol. V - Storia metodologia esegesi. Vol. VI - Saggi critici e studi vari, 1933-1953.(link)
- Introduzione storica allo studio del diritto romano, 1935.

## Sobre Emilio Albertario
- Vincenzo Arangio y Giuseppe Lavaggi editores, Studi in memoria di Emilio Albertario. Milán, Editorial A. Giuffrè, 1953, 2 volúmenes.